# District de Seftigen
Le district de Seftigen est l’un des 26 districts du canton de Berne en Suisse. Son chef-lieu est la commune de Seftigen. Sa superficie est de 189 km² et compte 25 communes.

## Liste des communes
- CH-3123 Belp
- CH-3124 Belpberg
- CH-3664 Burgistein
- CH-3126 Gelterfingen
- CH-3115 Gerzensee
- CH-3663 Gurzelen
- CH-3629 Jaberg
- CH-3126 Kaufdorf
- CH-3122 Kehrsatz
- CH-3628 Kienersrüti
- CH-3116 Kirchdorf
- CH-3128 Kirchenthurnen
- CH-3127 Lohnstorf
- CH-3116 Mühledorf
- CH-3127 Mühlethurnen
- CH-3087 Niedermuhlern
- CH-3116 Noflen
- CH-3132 Riggisberg
- CH-3088 Rüeggisberg
- CH-3128 Rümligen
- CH-3662 Seftigen
- CH-3125 Toffen
- CH-3628 Uttigen
- CH-3086 Wald
- CH-3665 Wattenwil